# Kavinsky
Венсан Белорже (фр. Vincent Belorgey, нар. 31 липня 1975, Сена-Сен-Дені) — ді-джей, представник французького хаузу, більш відомий за псевдонімом Kavinsky. Створює музику у жанрі електропоп. Його музика створена під впливом саундреків фільмів 1980-х років. Став відомим після того, як його трек Nightcall був використаний у фільмі Драйв.

## Біографія
Початком своєї музичної кар'єри у 2005 році Венсан завдячує своїм близьким друзям Квентину Дуп'є та Джексону Форгеа. У свій перший період музичної діяльності Kavinsky зробив свій перший сингл «Testarossa Autodrive», який був назван на честь моделі автомобілю Ferrari Testarossa. Kavinsky представив трек своєму другу Квентину Дуп'є, який познайомив Венсана з актором і музикантом Себаст'яном Телл'є. Він в свою чергу допоміг Белорже скласти контракт з лейблом Record Makers. У 2006 році було видано перший мініальбом починаючого музиканта. На подив Венсана музика знайшла свого слухача.
Белорже продовжив свою музичну діяльність. У 2007 році він випустив мініальбом 1986. У 2008 випустив альбом Blazer. Популярність виконавця значно зросла. Наступний альбом був зроблений під продюсерством Гі-Мануеля де Омон-Крісто, учасника французького дуету Daft Punk. Дебютний студійний альбом Outrun в основному продюсувався самим Kavinsky разом з його другом Sebastian.
У 2022 році вийшов другий альбом Kavinsky Reborn.

## Обладнання
У інтерв'ю, Kavinsky сказав, що перший реліз Teddy Boy було записано на синтезаторі Yamaha DX7, який є популярним для створення синтетичних звуків в стилі 1980 років. Для створення композицій музикант використав старий комп'ютер від Apple, який подарував його друг Mr. Oizo.

## Дискографія

### Студійні альбоми
| Назва  | Деталі альбому                                                                            | Пікова позиція | Пікова позиція | Пікова позиція | Пікова позиція |
| Назва  | Деталі альбому                                                                            | FRA            | BEL (Fl)       | BEL (Wa)       | SWI            |
| ------ | ----------------------------------------------------------------------------------------- | -------------- | -------------- | -------------- | -------------- |
| OutRun | - Реліз: 22 лютого 2013 - Лейбл: Record Makers - Формат: CD, цифрове завантаження, вініл  | 2              | 37             | 28             | 38             |
| Reborn | - Реліз: 25 березня 2022 - Лейбл: Record Makers - Формат: CD, цифрове завантаження, вініл | 13             | 172            | 20             | 32             |

### Мініальбоми
| Рік  | Назва                           | Дата випуску      | Лейбл               |
| ---- | ------------------------------- | ----------------- | ------------------- |
| 2006 | Teddy Boy                       | 16 січня 2006     | Record Makers       |
| 2007 | 1986                            | 20 лютого 2007    | Record Makers       |
| 2008 | Blazer                          | 1 липня 2008      | Fool's Gold Records |
| 2010 | Nightcall                       | 26 березня 2010   | Record Makers       |
| 2011 | Nightcall (Anniversary Edition) | 11 листопада 2011 | Record Makers       |
| 2013 | ProtoVision                     | 11 лютого 2013    | Record Makers       |
| 2013 | Odd Look                        | 22 лютого 2013    | Record Makers       |

### Сингли
| Назва                                                                            | Рік  | Пікові позиції у чартах | Пікові позиції у чартах | Пікові позиції у чартах | Пікові позиції у чартах | Альбом                 |
| Назва                                                                            | Рік  | FRA                     | BEL (Fl)                | BEL (Wa)                | SWI                     | Альбом                 |
| -------------------------------------------------------------------------------- | ---- | ----------------------- | ----------------------- | ----------------------- | ----------------------- | ---------------------- |
| «Nightcall» (з Lovefoxxx)                                                        | 2010 | 10                      | 28                      | 16                      | —                       | OutRun                 |
| «Roadgame»                                                                       | 2012 | 12                      | —                       | —                       | 74                      | OutRun                 |
| «ProtoVision»                                                                    | 2012 | 52                      | —                       | —                       | —                       | OutRun                 |
| «Odd Look» (з SebastiAn)                                                         | 2013 | 46                      | —                       | —                       | —                       | OutRun                 |
| «Blizzard»                                                                       | 2013 | 167                     | —                       | —                       | —                       | OutRun                 |
| «Odd Look» (зThe Weeknd)                                                         | 2013 | —                       | 18                      | 10                      | —                       | Odd Look and Kiss Land |
| «Renegade» (з Cautious Clay)                                                     | 2021 | —                       | —                       | —                       | —                       | Reborn                 |
| «Zenith»                                                                         | 2022 | —                       | —                       | —                       | —                       | Reborn                 |
| «—» релізи, що не потрапили у чарти або не були випущені у відповідних регіонах. |      |                         |                         |                         |                         |                        |

1. ↑  Сингл не потрапив у офіційний бельгійській чарт Wallonia Ultratop 50, але посів 32 місце у чарті Ultratip.

### Ремікси
| Рік  | Виконавець        | Назва                    |
| ---- | ----------------- | ------------------------ |
| 2007 | Klaxons           | «Gravity's Rainbow»      |
| 2007 | M.I.A.            | «Roder» (A-Trak Re-work) |
| 2008 | Sébastien Tellier | «Roche»                  |
| 2011 | SebastiAn         | «Embody»                 |

### Музичні кліпи
| Рік  | Назва                  | Режисер           | Дата випуску      | Лейбл         |
| ---- | ---------------------- | ----------------- | ----------------- | ------------- |
| 2006 | «Testarossa Autodrive» | Jonas & François  | 23 червня 2006    | Record Makers |
| 2009 | «Dead Cruiser»         | —                 | лютий 2009        | Record Makers |
| 2012 | «ProtoVision»          | Marcus Herring    | 12 грудня 2012    | Record Makers |
| 2013 | «Odd Look»             | Marcus Herring    | 6 серпня 2013     | Record Makers |
| 2021 | «Renegade»             | Alexandre Courtès | 19 листопада 2021 | Record Makers |

### Саундтреки
| Рік  | Назва                | Режисер              | Пісня       |
| ---- | -------------------- | -------------------- | ----------- |
| 2011 | Адвокат на лінкольні | Бред Фурман          | «Nightcall» |
| 2011 | Драйв                | Ніколас Віндінг Рефн | «Nightcall» |

### Відеоігри
| Рік  | Назва                      | Платформа                                                                | Пісня                                    |
| ---- | -------------------------- | ------------------------------------------------------------------------ | ---------------------------------------- |
| 2007 | Gran Turismo 5 Prologue    | PlayStation 3                                                            | «Testarossa Autodrive (SebastiAn Remix)» |
| 2008 | Grand Theft Auto IV        | PlayStation 3, Xbox 360, Microsoft Windows                               | «Testarossa Autodrive (SebastiAn Remix)» |
| 2008 | Midnight Club: Los Angeles | PlayStation 3, Xbox 360, PlayStation Portable                            | «Wayfarer»                               |
| 2013 | Kavinsky                   | Downloadable app, Mac OS, Microsoft Windows                              | «OutRun»                                 |
| 2013 | Gangstar Vegas             | Downloadable app                                                         | «Nightcall»                              |
| 2022 | MLB The Show 22            | PlayStation 4, PlayStation 5, Xbox One, Xbox Series X/S, Nintendo Switch | «Renegade (feat. Cautious Clay)»         |